# Токарі (Подпорозький район)
Токарі (рос. Токари) — селище у Подпорозькому районі Ленінградської області Російської Федерації.
Населення становить 46 осіб. Належить до муніципального утворення Подпорозьке міське поселення.

## Історія
Згідно із законом від 1 вересня 2004 року № 51-оз належить до муніципального утворення Подпорозьке міське поселення.

## Населення
| 2007 | 2010 |
| ---- | ---- |
| 66   | ↘46  |